# メイプルバレー (ワシントン州)
メイプルバレー（Maple Valley）は、アメリカ合衆国ワシントン州キング郡の都市である。人口は2万8013人（2020年）。シアトルの南東35キロメートルに位置している。

## 概要
1880年代に炭鉱労働者の住宅地区として開拓された。シアトル都市圏のベッドタウン化したのは1990年以降である。1997年に法人化し「メイプルバレー市」が誕生した。

## 地理
アメリカ合衆国統計局によると、総面積14.5 km2 (5.6 mi2) である。このうち14.1 km2 (5.4 mi2) が陸地であり、0.4 km2 (0.2 mi2) (3.04%) が水地である。

## 住民
2000年国勢調査では、人口14,209人、4,809世帯、3,952家族が暮らしている。人口密度は1,010.3/km2 (2,617.9/mi2) である。906.8/km2 (350.0/mi2) の平均的な密度に4,922軒の住宅が建っている。この都市の人種的な構成は白人90.62%、アフリカン・アメリカン1.11%、ネイティブ・アメリカン0.66%、アジア2.46%、太平洋諸島系0.15%、その他の人種1.36%、混血3.64%である。この人口の3.56%はヒスパニックまたはラテン系である。
全世帯のうち、18歳未満の子供と同居している世帯が51.7%、夫婦のみの世帯が69.9%、未婚女性の世帯が8.9%であり、17.8%は家族を持たない。個人名義の世帯主が13.6%、そのうち65歳以上が3.2%である。世帯ごとの平均人数は2.95人、家族ごとの平均人数は3.26人である。
18歳未満の未成年が33.8%、18歳以上24歳以下が5.4%、25歳以上44歳以下が38.5%、45歳以上64歳以下が17.8%、65歳以上が4.5%、平均年齢は32歳である。女性100人に対して男性は99.2人である。18歳以上の女性100人に対して男性は96.5人である。
この都市の世帯ごとの平均的な収入は67,159 USドルであり、家族ごとの平均的な収入は70,008 USドルである。男性は50,623 USドルに対して女性は34,097 USドルの平均的な収入がある。この都市の一人当たりの収入 (per capita income) は24,859 USドルである。人口の2.1%及び家族の2.6%の収入は貧困線以下である。全人口のうち18歳未満の2.4%及び65歳以上の3.7%は貧困線以下の生活を送っている。